# Всеукраїнська літературна премія імені Василя Симоненка
Всеукраїнська літературна премія імені Василя Симоненка — нагорода для вшанування пам'яті поета Василя Симоненка. Призначена для підтримки молодих талантів, заохочення професіональних і непрофесіональних літераторів до творчих пошуків у галузі літератури, до написання високохудожніх літературних творів громадянського звучання, спрямованих на побудову незалежної демократичної України.
У 2012 році премію заснували Черкаська обласна організація НСПУ й Національна спілка письменників України, за підтримки Всеукраїнського товариства «Просвіта» імені Тараса Шевченка та Ліги українських меценатів.
2014 року обласну літературну премію імені Василя Симоненка (її інша назва — Літературна премія «Берег надії» імені Василя Симоненка) та Всеукраїнську літературну премію імені Василя Симоненка об'єднано в одну — Всеукраїнську літературну премію імені Василя Симоненка. До засновників долучилися Черкаська обласна державна адміністрація і Черкаська обласна рада.
Ця щорічна премія поділяється на дві номінації: «За найкращу першу поетичну збірку» (поетичний дебют) і «За найкращий художній твір» (поезія, проза, драма). Премію вручають у Черкасах до дня народження Василя Симоненка — 8 січня.

## Лауреати
2012 рік
- у номінації «За найкращу першу поетичну збірку» — Олена Гусейнова (Київ); збірка поезій «Відкритий райдер»
- у номінації «За найкращий художній твір» — Наталія Горішна (Черкаси); збірка поезій «Під сонцем серця»[1]

2013 рік
- у номінації «За найкращу першу поетичну збірку» — Олена Железняк (Черкаси); збірка поезій «Шукаючи ключі до світу»
- у номінації «За найкращий художній твір» — Олександр Климчук (Київ); книжка прози «Я єсьм… (Іван Марчук)» та «Факторія Завойка»[2]

2014 рік
- у номінації «За найкращу першу поетичну збірку» — Ольга Прохорчук (Київ); збірка поезій «Привези мені сонця»
- у номінації «За найкращий художній твір» — Сергій Пантюк (Київ); збірка поезій «Мовизна» та роман «Війна і ми»

2015 рік
- у номінації «За найкращу першу поетичну збірку» — Олександр Кучеренко (Олександр Обрій) (Южноукраїнськ); збірка поезій «Абетка юності»
- у номінації «За найкращий художній твір» — Микола Шамрай (Пекарі Канівського району); збірка поезій «Клятва грому»[3]

2016 рік
- у номінації «За найкращу першу поетичну збірку» — Олена Задорожна (Полтава); збірка поезій «Той, що зумів воскреснути»
- у номінації «За найкращий художній твір» — Наталка Доляк (Вінниця); роман «Загублений між війнами»[4]

2017 рік
- у номінації «За найкращу першу поетичну збірку» — Олексій Бик (Полтава) за збірку «Вірші на руці»;
- у номінації «За найкращий художній твір» — Світлана Короненко (Київ) за збірку поезій «Вірші з осені»[5].

2018 рік
- у номінації «За найкращу першу поетичну збірку» — Сергій Сіваченко (Житомирська область) за збірку «Еволюція на граніті»;
- у номінації «За найкращий художній твір» — Людмила Тараненко (Черкаси) за збірку поезій «Стоїть душа перед порогом…»[6].

2019 рік
- у номінації «За найкращу першу збірку» — Ігор Мітров за збірку поезій «Голландський кут»[7].
- у номінації «За найкращий художній твір» — Василь Шкляр за роман «Троща»;

2020 рік
- у номінації «За найкращу першу збірку» — Андрій Шийчук (Чернівці) за збірку поезій «Кахлі»[8].
- у номінації «За найкращий художній твір» — Анатолій Кичинський (Херсон) за книжку поезій «Сотворіння цвіту»;

2021 рік
- у номінації «За найкращу першу поетичну збірку» — Валерій Власюк (Черкаси) за збірку «НЕ моя, НЕМО я»;
- у номінації «За найкращий художній твір» — Микола Слюсаревський (Київ) за поетичну збірку «Жива мішень» та голова Національної спілки письменників України Михайло Сидоржевський (Київ) за книжку поезій у прозі "Візерунки на пергаменті часу[9].

2023 рік
- у номінації «За кращий художній твір» — Олександр Козинець (м. Київ) за збірку поезій «Ластовиння» та Ганна Кревська (Марина Кононенко) (м. Лубни Полтавської обл.) за книгу прози «Прядиво роду»[10].

2024 рік
- у номінації «За найкращу першу поетичну збірку» — Павло Вишебаба (м. Краматорськ) за збірку «Тільки не пиши мені про війну»;
- у номінації «За найкращий художній твір» — Григорій Діхтяренко (м. Черкаси) за книгу «Кросна»[11].